# Bufonocarodes intricatus
Bufonocarodes intricatus är en insektsart som beskrevs av Leo L. Mishchenko 1951. Bufonocarodes intricatus ingår i släktet Bufonocarodes och familjen Pamphagidae. Inga underarter finns listade i Catalogue of Life.